# نقابة اتحاد الناشرين في لبنان
نقابة اتحاد الناشرين في لبنان هي نقابة تضم الناشرين اللبنانيين الحائزين على تراخيص رسمية لإنشاء دار نشر ولها مقر في لبنان. ويقدر عدد دور النشر في لبنان بنحو 650 دار نشر مسجلة لدى النقابة، إلا أن نصف هذه الدور توقف عن العمل لأسباب مختلفة.

## بدايات
في البداية، أسس اتحاد الناشرين في لبنان في 27 شباط/فبراير 1947، وتحوّل إلى نقابة تحت اسم: نقابة اتحاد الناشرين في لبنان بموجب قرار رقم 1/719 تاريخ 6 كانون الاول 1972.

## رؤساء النقابة
تعاقب على رئاسة النقابة منذ تأسيسها حتى اليوم الأسماء الآتية:
محمد جمال، فؤاد حبيش، بهيج عثمان، يحيى الخليل، سميرة عاصي، محمد عاصي، أحمد فضل الله عاصي، محمد ايراني، وسميرة عاصي الرئيسة الحالية للنقابة.
ويتكوّن مجلس النقابة من 12 عضوًا، تنتخبهم الجمعية العمومية للنقابة بطريقة الاقتراع السري، وبإشراف لجنة الانتخابات ومندوبي وزارة العمل.

## أهداف ونشاطات
من الأهداف التي تعمل عليها النقابة:
- حماية المهنة ورفع مستواها والدفاع عن مصالح الناشرين.

أما من أبرز نشاطاتها:
- إقامة "معرض لبنان الدولي للكتاب"، بالتعاون مع النادي الثقافي العربي [17][18][19]
- شراء مقر دائم للنقابة[20]
- إصدار مجلة الناشرون
- استضافة مقر الأمانة العامة لاتحاد الناشرين العرب.[21]

## روابط
- قائمة دور النشر في لبنان